# Sutherland (Iowa)
Sutherland – miasto w Stanach Zjednoczonych, w stanie Iowa, w hrabstwie O’Brien. Zgodnie ze spisem statystycznym z 2000 roku, miasto liczyło 707 mieszkańców.